# Paranticoma tubuliphora
Paranticoma tubuliphora is een rondwormensoort uit de familie van de Anticomidae. De wetenschappelijke naam van de soort is voor het eerst geldig gepubliceerd in 1953 door Wieser.